# Amtsbezirk Mauerkirchen
Der Amtsbezirk Mauerkirchen war eine Verwaltungseinheit im Innkreis in Oberösterreich.
Der Amtsbezirk war der Kreisbehörde in Ried im Innkreis, unterstellt und besorgte deren Amtsgeschäfte vor Ort. Die Zuständigkeit erstreckte sich neben Mauerkirchen auf die damaligen Gemeinden Altheim, Aspach, Burgkirchen, Helpfau, Hennhart, St. Laurenz, Mosbach, Polling, Rossbach, Treubach, St. Veit und Weng und umfasste damals drei Märkte und 239 Dörfer.